# Villa Tunari (plaats)

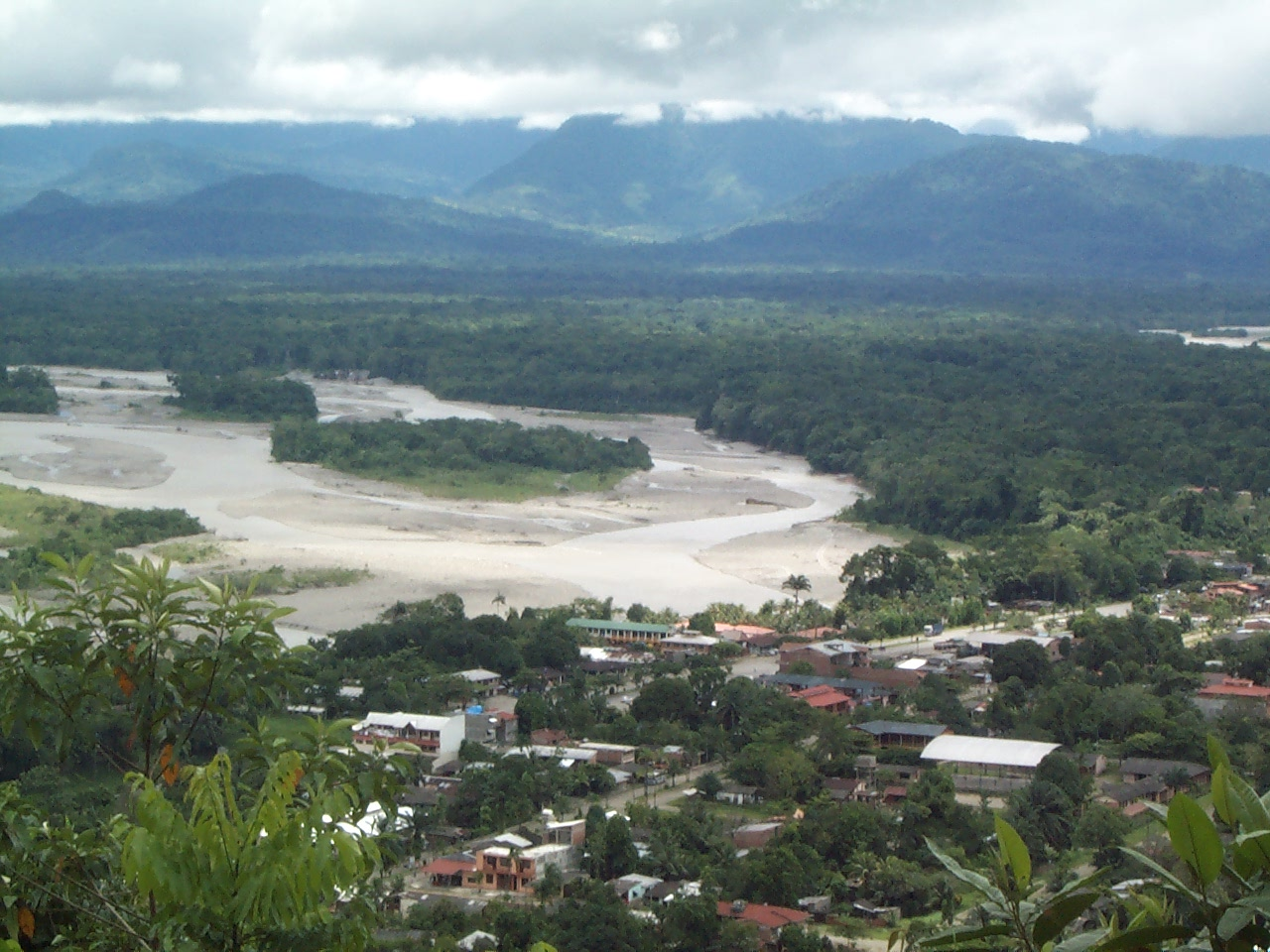
Villa Tunari

Villa Tunari is een plaats in het departement Cochabamba in Bolivia. Het is de hoofdplaats van de gemeente Villa Tunari in de provincie Chapare. 